# داب تیلور
داب تیلور (انگلیسی: Dub Taylor؛ ‏ ۲۶ فوریهٔ ۱۹۰۷ – ۳ اکتبر ۱۹۹۴) بازیگر اهل ایالات متحده آمریکا بود. وی بین سال‌های ۱۹۳۸ تا ۱۹۹۴ میلادی فعالیت می‌کرد.
از فیلم‌ها یا برنامه‌های تلویزیونی که وی در آن نقش داشته‌است، می‌توان به سوارکاری در اوج، بانی و کلاید، ۱۹۴۱، بازگشت به آینده قسمت ۳، گریز، تام سایر، نمی‌توانی این را با خودت ببری، ماوریک، این گروه خشن، پت گرت و بیلی د کید، بهترین زمان، جونیور بانر، مردی به نام اسب، بچه سینسیناتی، سد معبر بزرگ دودی و ماشین‌های مستعمل اشاره کرد.